# David Ascher
Pour les articles homonymes, voir Ascher.
Compléments
http://blog.ascher.ca/
David Ascher est un homme d'affaires franco-américano-canadien du domaine de l'informatique.

## Études et débuts professionnels
David Ascher a fait ses études supérieures à l'université Brown (Providence, Rhode Island, États-Unis) où il a été reçu Bachelor of Science puis Philosophiæ doctor.

## ActiveState Inc.
David Ascher rejoint début 2000, la société canadienne ActiveState basée à Vancouver et spécialisée dans l'adaptation au monde Windows des langages phare du monde open-source. Il a pour tâche de développer l'environnement de développement intégré Komodo. Il quittera la société en août 2007 avec le poste de CTO.

## Implication dans la communauté Mozilla
Durant ses années à travailler sur Komodo, David Ascher s'est parfaitement intégré à la communauté Mozilla jusqu'à en devenir un membre influent proche de la fondation. Cela a été rendu possible par le fait qu'il était déjà un pilier de la communauté Python et que Komodo est écrit en langage XUL qui est une technologie de Mozilla pour la création d'interface utilisateur.

## Mozilla Messaging Inc.
Durant l'été 2007, à la suite de la crise communautaire qu'elle a elle-même provoquée à propos de l'avenir à donner à Mozilla Thunderbird, Mitchell Baker approche David Ascher pour lui proposer la responsabilité de la future entité chargée du développement des communications Internet. Le projet, à qui il donne le nom de code MailCo, est officiellement lancé début septembre 2007. Mitchell Baker présente alors le projet et son nouveau responsable au cours d'un podcast Mozilla Air.
Le 19 février 2008, David Ascher annonce sur son blog la création de la société et en révèle le nom, Mozilla Messaging Inc., et la mission, développer les systèmes de communication sur l'Internet. Ce jour-là, il en devient officiellement le CEO.
Le départ des deux coleaders historiques de Thunderbird en octobre 2007 lui permet de restructurer la communauté autour d'un nouveau noyau dur de développeurs tant bénévoles qu'employés.

## Livres
- Learning Python, coécrit avec Mark Lutz, éd. O'Reilly, 1999-2003  (ISBN 978-1-60033-021-6)
- Python Cookbook, coécrit avec Alex Martelli et Anna Ravenscroft, éd. O'Reilly, 2002-2005  (ISBN 978-0-596-00797-3)